# Let's Go (EUROGROOVEの曲)
「Let's Go」（レッツ・ゴー）は、EUROGROOVEの楽曲及び、6枚目のシングル。1995年10月18日にcutting edgeから発売された。

## 概要
フジテレビ系列で放送されているF1グランプリの1995年と1996年のエンディングテーマ。
当時クラブシーンにおいて流行の兆しを見せていたジャングルの要素を本格的に取り入れた楽曲となっている。

## カバー
1996年、本楽曲の作曲者である小室哲哉（及び久保こーじ）中心によるライブ「tk-trap」の中で本楽曲が演奏される（セルフカバー）。
そのライブ音源がアンティノスレコードより発売されたアルバム「tk-trap」に収録されている。

## その他
本楽曲がF1グランプリのエンディングテーマに使用された初期のアーティスト名義は「小室哲哉」で、アレンジも異なっていた。後に「EUROGROOVE」へ名義変更され、同時にアレンジも本シングルの物へと変わった。
型番「CTJT-6023」でアナログ盤が発売されている。このアナログ盤のA面に本楽曲の「FKB CLUB MIX」と未CD化の「SPASM MIX」の2曲が収録されている（なお、B面には「It's On You(Scan Me)」が収録されている）。後にベスト・アルバム「THE BEST OF EUROGROOVE NON-STOP MIX」（1995年12月25日発売）に本楽曲も収録されたものの、本アルバム発売以降EUROGROOVE名義の新曲は2015年現在も発表されていない。従って事実上、EUROGROOVEとしては本楽曲が最後のシングル曲となった。

## 収録曲
| 全作詞: France & Bozider(Boris) Ristic、全作曲: T.Komuro。 |                              |                                |            |                    |      |
| #                                                          | タイトル                     | 作詞                           | 作曲・編曲 | ミックスエンジニア | 時間 |
| 1.                                                         | 「Lets'go」(RADIO MIX)       | France & Bozider(Boris) Ristic | T.Komuro   | Tony King          | 4:11 |
| 2.                                                         | 「Lets'go」(FKB CLUB MIX)    | France & Bozider(Boris) Ristic | T.Komuro   | Tony King          | 6:55 |
| 3.                                                         | 「Lets'go」(ORIGINAL TV MIX) | France & Bozider(Boris) Ristic | T.Komuro   | Tony King          | 1:58 |
| 4.                                                         | 「Lets'go」(INSTRUMENTAL)    | France & Bozider(Boris) Ristic | T.Komuro   | Dave Ford          | 1:25 |
| 合計時間:                                                  | 合計時間:                    | 合計時間:                      | 14:27      |                    |      |